# Šmejkal (Vysoké Veselí)
Rybník Šmejkal o rozloze vodní plochy 2,88 ha se nalézá na jižním okraji městečka Vysoké Veselí v okrese Jičín. Po hrázi rybníka vede naučná stezka Češov – Vysoké Veselí. Město Vysoké Veselí plánuje nad rybníkem Šmejkal obnovu zaniklého rybníka Kukle o výměře vodní plochy 1,4 ha.
Rybník představuje lokální biocentrum pro rozmnožování obojživelníků a je využíván též pro chov ryb.

## Galerie

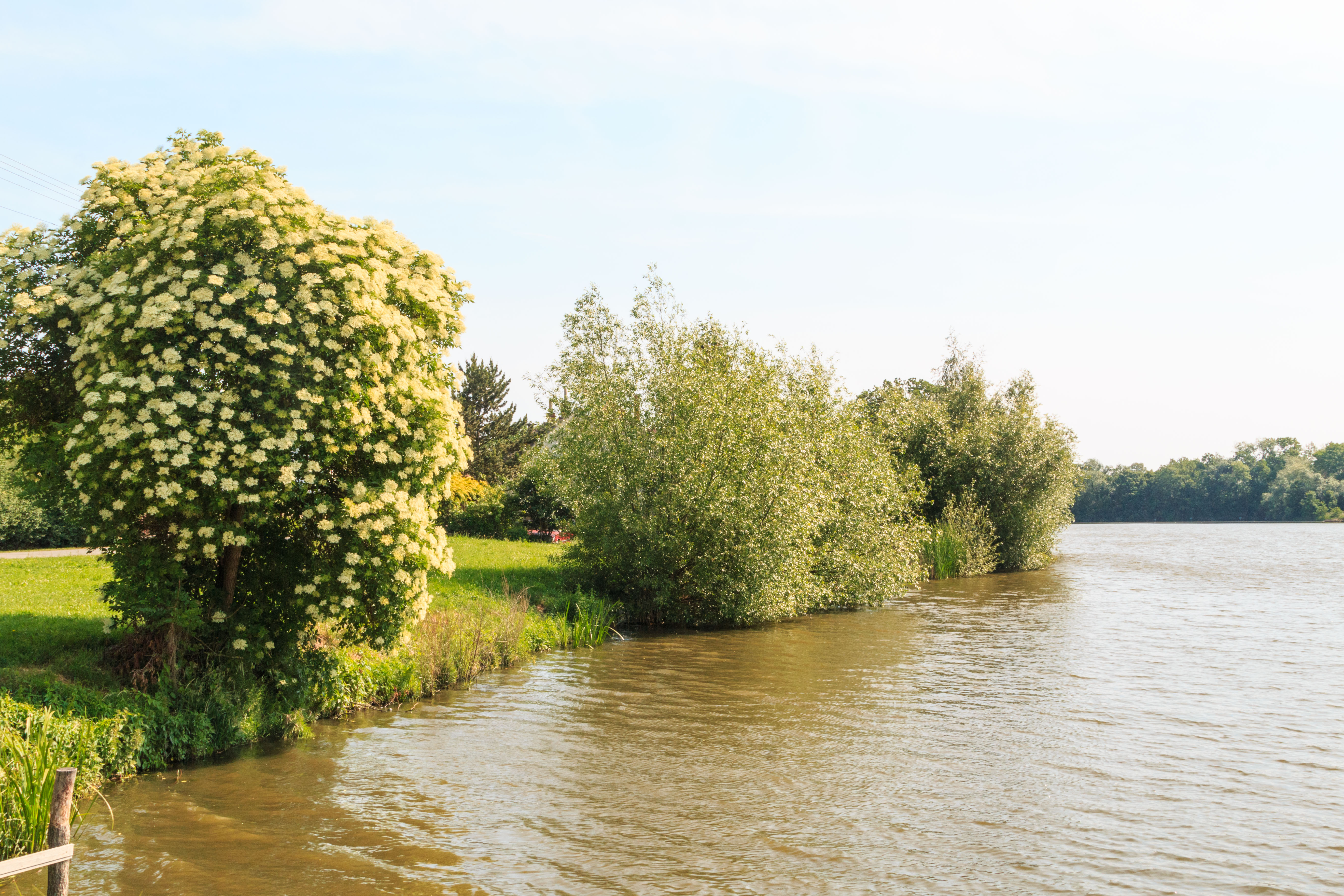
Rybník Šmejkal u Vysokého Veselí
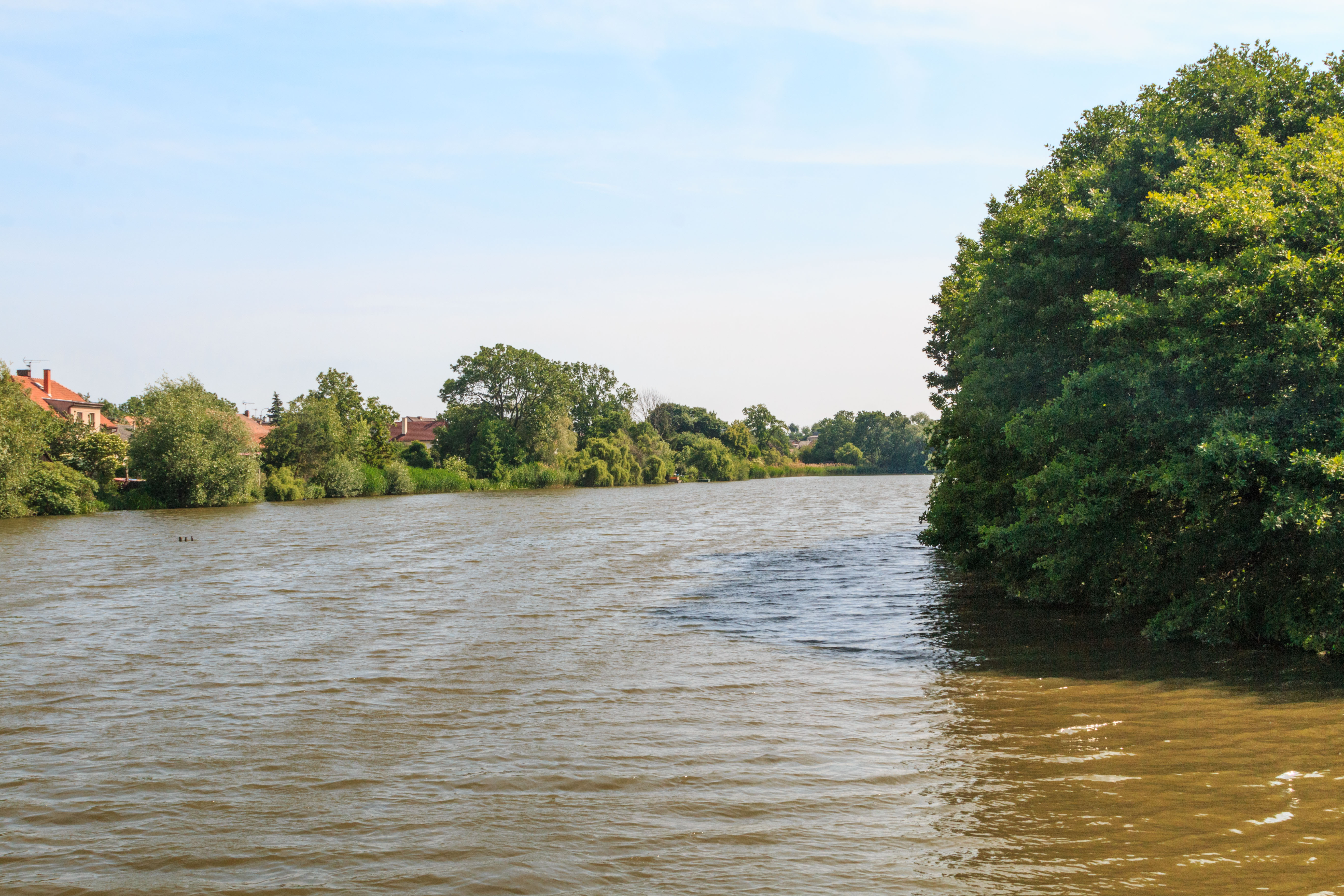
Rybník Šmejkal u Vysokého Veselí
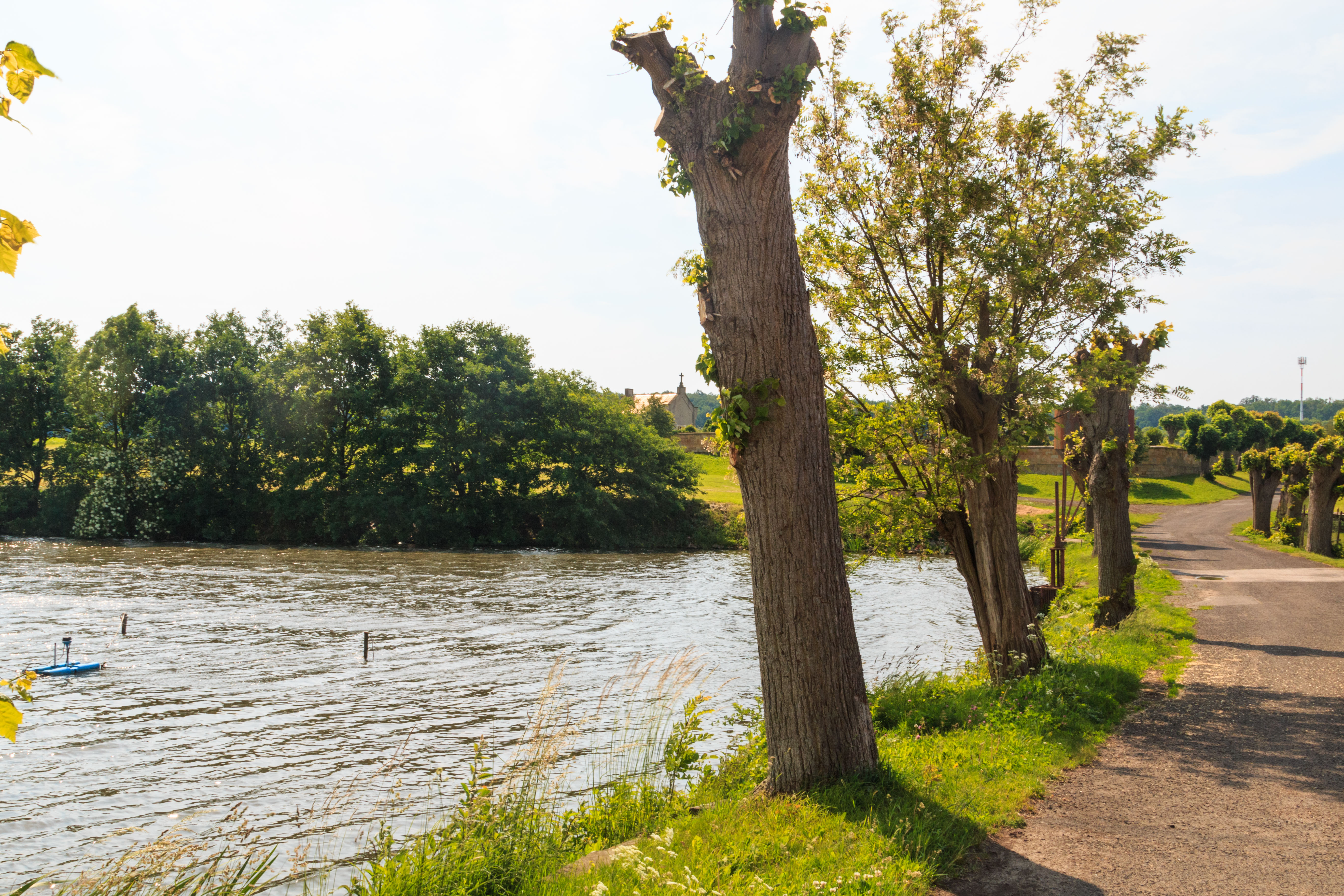
Rybník Šmejkal u Vysokého Veselí